# Stranger Point
Der Stranger Point (in Argentinien Cabo Funes, in Chile Cabo Ibarra) ist eine Landspitze am südlichsten Punkt von King George Island im Archipel der Südlichen Shetlandinseln.
Das UK Antarctic Place-Names Committee benannte die Landspitze 1960 nach der Brigg Stranger unter Kapitän Joseph Adams aus Boston, die zwischen 1820 und 1821 gemeinsam mit der O’Caine unter Kapitän Jonathan Winship zur Robbenjagd in den Gewässern um die Südlichen Shetlandinseln operiert hatte. Namensgeber der argentinischen Benennung ist Deán Gregorio Funes (1749–1829), ein Mitglied der Regierung der Vereinigten Provinzen des Río de la Plata im Jahr 1811. Chilenische Wissenschaftler benannten die Landspitze dagegen nach Bautista Ibarra Carvajal, einem Besatzungsmitglied des Dampfschiffes Yelcho, mit dem die 22 auf Elephant Island gestrandeten Teilnehmer der Endurance-Expedition (1914–1917) des britischen Polarforschers Ernest Shackleton gerettet wurden.